# Iwan Jewmenjewitsch Zwetkow

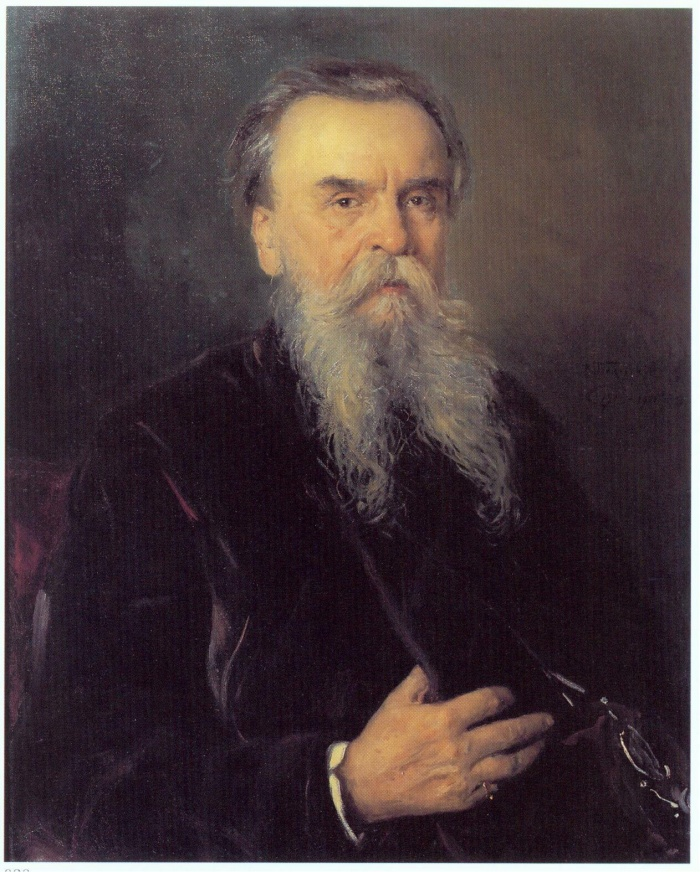
Iwan Jewmenjewitsch Zwetkow (W. J. Makowski, 1913, Tretjakow-Galerie)

Iwan Jewmenjewitsch Zwetkow (russisch Иван Евменьевич Цветков; * 28. Apriljul. / 10. Mai 1845greg. im Dorf Astradamowka, Ujesd Alatyr; † 18. Februarjul. / 3. März 1917greg. in Moskau) war ein russischer Kunstsammler.

## Leben
Zwetkows Vater Jewmeni Pawlowitsch Zwetkow war Priester an der Dreifaltigkeitskirche in Astradamowka. Zwetkow besuchte die Geistliche Schule in Alatyr (Abschluss 1862) und begann entsprechend dem Willen des Vaters das Studium am Geistlichen Seminar Simbirsk. Da er ein Universitätsstudium anstrebte, verließ er das Seminar und wurde im Oktober 1864 nach bestandener Aufnahmeprüfung in die 6. Klasse des Simbirsker Gymnasiums aufgenommen.
Nach dem Gymnasiumsabschluss 1866 studierte Zwetkow an der physikalisch-mathematischen Fakultät der Kaiserlichen Universität Moskau in der mathematischen Abteilung mit Abschluss 1873. Bereits während des Studiums begann er sich für Kunstsammlungen zu interessieren. Er besichtigte Museen in Moskau. Auf einer Europa-Reise als Repetent des Sohns des Fürsten Gagarin suchte er die Museen in Berlin, Wien und Bern auf. 1874 lernte er Pawel Michailowitsch Tretjakows Sammlung kennen, als sie zum ersten Mal der Öffentlichkeit zugänglich gemacht wurde.

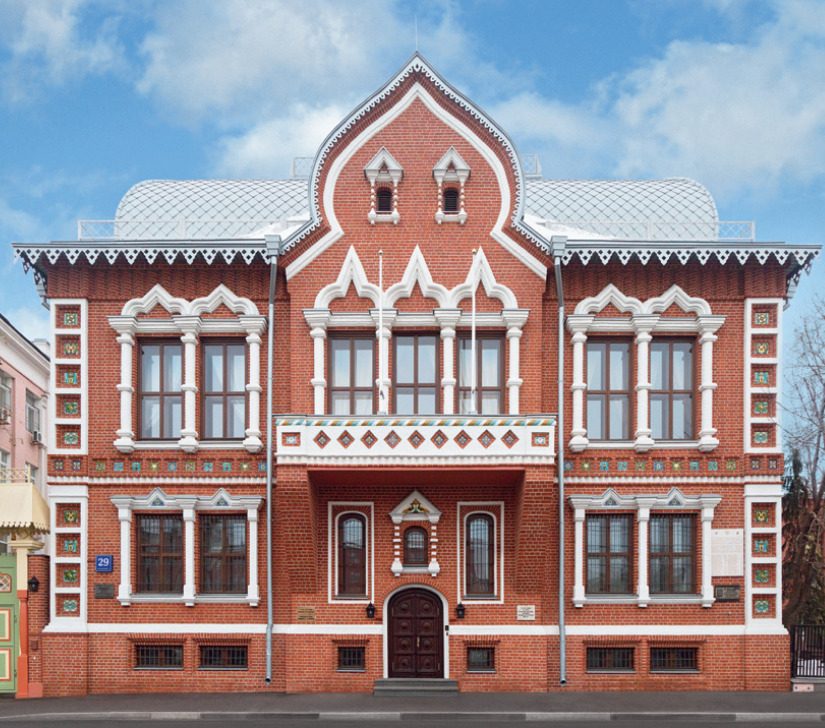
Zwetkows Villa, Pretschistenskaja Nabereschnaja, Moskau

Nach dem Studium trat Zwetkow in den Dienst der Moskauer Hypothekenbank (Vorstandsvorsitzender Lasar Solomonowitsch Poljakow). Dort machte Zwetkow eine glänzende Karriere. Er lebte sehr sparsam und wurde reich. 1881 begann er Gemälde und auch Grafik von ausschließlich russischen Künstlern zu sammeln. Dabei ließ er sich von Tretjakow, Jegor Iwanowitsch Makowski und Andrei Iwanowitsch Somow beeinflussen.
1895 wurde Zwetkow Vorsitzender der Bewertungskommission der Moskauer Hypothekenbank. Als 1898 in seiner Villa am Kriwoarbatski Pereulok der Platz für seine Sammlung nicht mehr ausreichte, beschloss er, für die Sammlung ein neues Haus zu bauen. Nach dem Entwurf Wiktor Michailowitsch Wasnezows wurde seine neue zweistöckige Villa an der Pretschistenskaja Nabereschnaja am linken Moskwa-Ufer gebaut, in die er im Frühjahr 1901 mit seiner Sammlung einzog. Im Mai 1909 übergab Zwetkow seine Sammlung mit 300 Gemälden und 1200 Zeichnungen und das Haus an der Pretschistenskaja Nabereschnaja der Stadt Moskau. Zur Sammlung gehörten Werke von Karl Pawlowitsch Brjullow, Wiktor Michailowitsch Wasnezow, Wladimir Jegorowitsch Makowski, Ilja Jefimowitsch Repin, Wassili Iwanowitsch Surikow, Wassili Andrejewitsch Tropinin und Pawel Andrejewitsch Fedotow sowie Skulpturen. 1903 wurde Zwetkow zum Vollmitglied der Kaiserlichen Akademie der Künste gewählt. Zwetkow vervollständigte weiter seine Sammlung bis zu seinem Tode und führte selbst durch seine Sammlung. Mehrfach wurde er zum Vorsitzenden der Moskauer Gesellschaft der Kunstfreunde gewählt.
Zwetkow wurde auf dem Wagankowoer Friedhof begraben. Es wurden nun bei der Inventarisierung seiner Sammlung 429 Gemälde, 1499 Zeichnungen und 38 Skulpturen festgestellt. Nach der Oktoberrevolution wurde die seit August 1917 öffentlich zugängliche Zwetkow-Galerie verstaatlicht und als eigenständiges Kunstmuseum weitergeführt. 1926 wurde die Zwetkow-Galerie als Abteilung für Zeichnungen mit Zwetkos persönlichem Archiv und seiner Bibliothek in die Tretjakow-Galerie eingegliedert. Von den Gemälden blieben mehr als 100 in der Tretjakow-Galerie, während die übrigen Gemälde vom Staatlichen Museumsfonds auf andere russische Museen verteilt wurden. 1995 wurde zu Zwetkows 150. Geburtstag an der Fassade der Zwetkow-Villa eine Gedenktafel angebracht. Die Zwetkow-Villa gehört nun dem Militärattaché Frankreichs.